# 노르웨이의 역사
이 문서는 노르웨이의 역사를 기술한다. 기원전 10,000년경, 거대한 빙하가 내륙으로 후퇴한 후, 가장 초기의 주민들이 현재 노르웨이인 영토로 북쪽으로 이주했다. 그들은 걸프 스트림으로 따뜻해진 해안 지역을 따라 꾸준히 북쪽으로 이동했다. 그들은 수렵채집민이었으며, 식단에는 해산물과 사냥감, 특히 순록이 포함되었다. 기원전 5,000년에서 기원전 4,000년 사이에 가장 초기의 농업 정착지가 오슬로피오르드 주변에 나타났다. 점차적으로 기원전 1,500년에서 기원전 500년 사이에 농업 정착지가 남부 노르웨이 전체로 퍼졌고, 트뢴델라 그 북쪽 지역의 주민들은 사냥과 낚시를 계속했다.